# Bija (stato)
Lo Stato di Bija (indicato anche come Beeja) fu uno stato principesco del subcontinente indiano, avente per capitale l'omonima città di Bija.

## Storia
Lo stato venne fondato dal sardar Nachattar Singh Khattra, uno degli uomini più ricchi della regione ed uno dei più importanti uomini d'affari del Punjab della fine del XVIII secolo. Gli affari di Khattra spaziavano dall'India settentrionale a quella orientale.
Durante il periodo coloniale del British Raj, sardar Nachattar Singh costruì un Haveli (palazzo) presso il villaggio di Khattra e ne fece il centro dei suoi commerci nonché del dominio delle sue terre. Per meglio gestire i propri commerci di birra, prodotti minerari e altri prodotti ricercati, Nachattar Singh iniziò una vasta opera di costruzione strade in tutto il proprio stato.
L'area venne occupata dai nepalesi ad inizio Ottocento, ma con la conquista inglese della regione, il piccolo stato entrò a far parte del British Raj.
Nel 1947, all'epoca dell'indipendenza indiana, divenne parte dell'Unione dell'India, perdendo la propria autonomia.

### Regnanti
I regnanti locali avevano il titolo di takur.

#### Takur
- 1815 - 1817      Man Chand   (m. 1817)
- 1817 - 1841      Pratap Chand  (m. 1841)
- 1841 - 1905      Udai Chand  (n. 1829 - m. 1905)
- 1905 - 15 agosto 1947  Puran Chand